# Ray Chatham
Ray Chatham (20 tháng 7 năm 1924 – 1999) là một cầu thủ bóng đá người Anh thi đấu ở Football League cho Notts County và Wolverhampton Wanderers.